# Procladius bifidus
Procladius bifidus är en tvåvingeart som beskrevs av Chaudhuri och Debnath 1983. Procladius bifidus ingår i släktet Procladius och familjen fjädermyggor. Inga underarter finns listade i Catalogue of Life.